# Flarksjöberget
Flarksjöberget är ett naturreservat på 105 hektar i Orsa Finnmark i Ljusdals kommun.
Naturreservatet  bildades 1996 men blev redan 1961 ett domänreservat. Inom reservatet finns fyra toppar på över 600m över havet och en varierande terräng inslag av myrar och gölar. Det ursprungliga domänsreservatet bildades på grund av att det då fanns häckande berguv i området. Det nuvarande reservatet beslutades utifrån områdets stora natur- och rekreationsvärde.
En lättillgänglig promenadväg som förr var bilväg leder upp till en rastplats vid en av reservatets dammar. En utstakad stig går mellan rastplatsen och tillfartsvägen på reservatets södra sida.
Reservatet består till största delen av mycket gammal tallskog och brandljud är synliga på många ställen.